# Philip Labonte
Philip Steven Labonte (Chicopee, Massachusetts, USA, 1975. április 15. ), amerikai énekes, leginkább a Shadows Fall alapítójaként, és az All That Remains énekeseként vált híressé.

## Karrierje
Labonte első bandája a Perpetual Doom volt, még a '90-es évek elején. Scott Estes volt előtte a banda énekese. A csapat death metalt játszott. 1993 augusztusában azonban kilépett, és bevonult a hadseregbe, azon belül is a tengerészgyalogságba. A Perpetual Doom 9 hónapig szünetelt emiatt, majd 1994 júniusában újra elkezdtek zenélni. A banda többi tagja ekkor: Ken Robert (vokál, gitár, most a Split Shift tagja), Bill Brault (basszusgitár, most ő is a Split Shift tagja), and Steve Gonsalves (dobok). 1995-ben egy hét számból álló demót, a "Sorrow's End"et adták ki.
Labonte azonban kilépett, hogy a Shadows Fall énekese lehessen. Labonte nem gitározott a Shadows Fallban, pedig a Perpetual Doomban gitározott is. A csapat debütáló albuma, a Somber Eyes to the Sky, ami "öregsulis", vagyis melódikus death metal volt 1997-ben jelent meg, a Lifeless Records kiadónál, ami a Shadows Fall gitárosáé, Matt Bachandé. Labonte-nak azonban távoznia kellett, "zenei eltérések" miatt.
1998-ban megalapította az All That Remainst, amit eredetinek egy mellékprojektnek szánt. A debütáló albumuk 2002-ben jelent meg, Silence and Solitude címmel, a Prosthetic Records/Razor & Tie kiadónál. Labonte egy ideig a Killswitch Engage-ben is zenélt, helyettesítendő az énekesüket, de nem volt hosszú dolog. A Killswitch DVD-jén Labonte azt mondta, hogy nem is tartja magát olyan jó énekesnek, mint Howard Jonest, a Killswitch énekesét.
Az All That Remainsnek eddig öt albuma jelent meg, és a hírek szerint a hatodik, A War You Cannot Win címmel fog megjelenni, 2012 szeptemberében.

## Diszkográfia
Perpetual Doom:
- Perpetual Doom – "Sorrow's End" (Demo) (1995)

Shadows Fall
- Shadows Fall – "To Ashes (EP)" (1997)
- Shadows Fall – "Somber Eyes to the Sky" (1997)

All That Remains
- All That Remains – "Behind Silence and Solitude" (2002)
- All That Remains – "This Darkened Heart" (2004)
- All That Remains – "The Fall of Ideals" (2006)
- All That Remains – "Overcome" (2008)
- All That Remains – "For We Are Many" (2010)

## További információ
- Philip Labonte az Internet Movie Database-ben (angolul)